# Meir Dizengoff
Meir Dizengoff (născut Meer Dizengof; în ebraică ‏‏מאיר דיזנגוף‏‎, în rusă Меир Дизенгоф, transliterat: Meir Dizengof; n. 25 februarie 1861, Basarabia, Imperiul Rus – d. 23 septembrie 1936, Tel Aviv, Palestina sub mandat britanic) a fost un evreu basarabean, figură publică și politică evreiască, participant activ la mișcarea sionistă și primul primar de Tel Aviv.

## Biografie
S-a născut în satul Echimăuți din ținutul Orhei, Basarabia (Imperiul Rus), în familia lui Iankel Dizengoff (1837–1899), originar din colonia agricolă evreiască Nikolaevka-Blagodat și Meitei-Sara (1836–1902). În 1878, familia s-a mutat la Chișinău, unde Meer a absolvit școala reală (politehnică) de ținut. Din martie 1882 până în februarie 1884 a îndeplinit serviciul militar în Regimentul 127 Infanterie „Putivl” din Jitomir. În aprilie 1885 a intrat la școala „Trud” din Odesa, unde a studiat turnătoria fierului. În acea perioadă s-a alăturat mișcării revoluționare teroriste Narodnaia Volia („Voința Poporului”), fapt pentru care la 14 august a aceluiași a fost arestat în Odesa, de unde a fost transferat ulterior la închisoarea din Jitomir și anchetat. A fost ținut în arest în perioada 19 septembrie 1885 – 23 aprilie 1886, până când cazul împotriva sa a fost abandonat. La Odesa, i-a cunoscut pe Leon Pinsker, Ahad Ha'am și alți activiști sioniști.
După eliberarea sa în 1886, s-a întors la părinții săi în satul Visterniceni (acum parte a Chișinăului), unde tatăl său activa ca administrator imobiliar. În Chișinău a devenit activist al mișcării sioniste Hovevei Zion și în același an a fondat filiala basarabeană a acestei organizații. S-a aflat sub supravegherea secretă a poliției până în anul 1903.
A părăsit Chișinăul în 1888 pentru a studia ingineria chimică la Sorbona din Paris. La Sorbona l-a cunoscut pe Elie Scheid, un reprezentant al proiectelor baronului Edmond de Rothschild în Palestina otomană. După ce și-a terminat studiile, s-a specializat într-o fabrică de suflare a sticlei din Lyon și a vizitat Palestina. Din 1897 până în 1905 a locuit la Odesa, unde s-a înscris ca negustor al celei de-a doua bresle, a fost directorul unei fabrici de suflare a sticlei și a condus un birou de comisioane. A fost membru al celui de-al 5-lea (1901) și al 6-lea (1903) Congres sionist.
Începând cu 1905 a locuit în Palestina, unde a devenit unul dintre fondatorii Tel Avivului. A susținut ideea creării unui stat evreu în Țara lui Israel. În 1911-1922 a condus planificarea urbană la Tel Aviv. 
A fost primul primar de Tel Aviv, din momentul în care Tel Aviv a devenit oraș (1921) până la moartea sa în 1936, cu excepția perioadei 1925-1928. În perioada sa de conducere așezarea a devenit rapid cel mai mare oraș din Israel, iar la sfârșitul vieții a reușit să ia parte la crearea unui port alternativ de Jaffa, care era controlat de arabi.
A fost înmormântat în cimitirul Trumpeldor din Tel Aviv. Toata averea sa a fost lăsată drept moștenire Tel-Avivului. O stradă din oraș îi poarta numele.

## Galerie de imagini

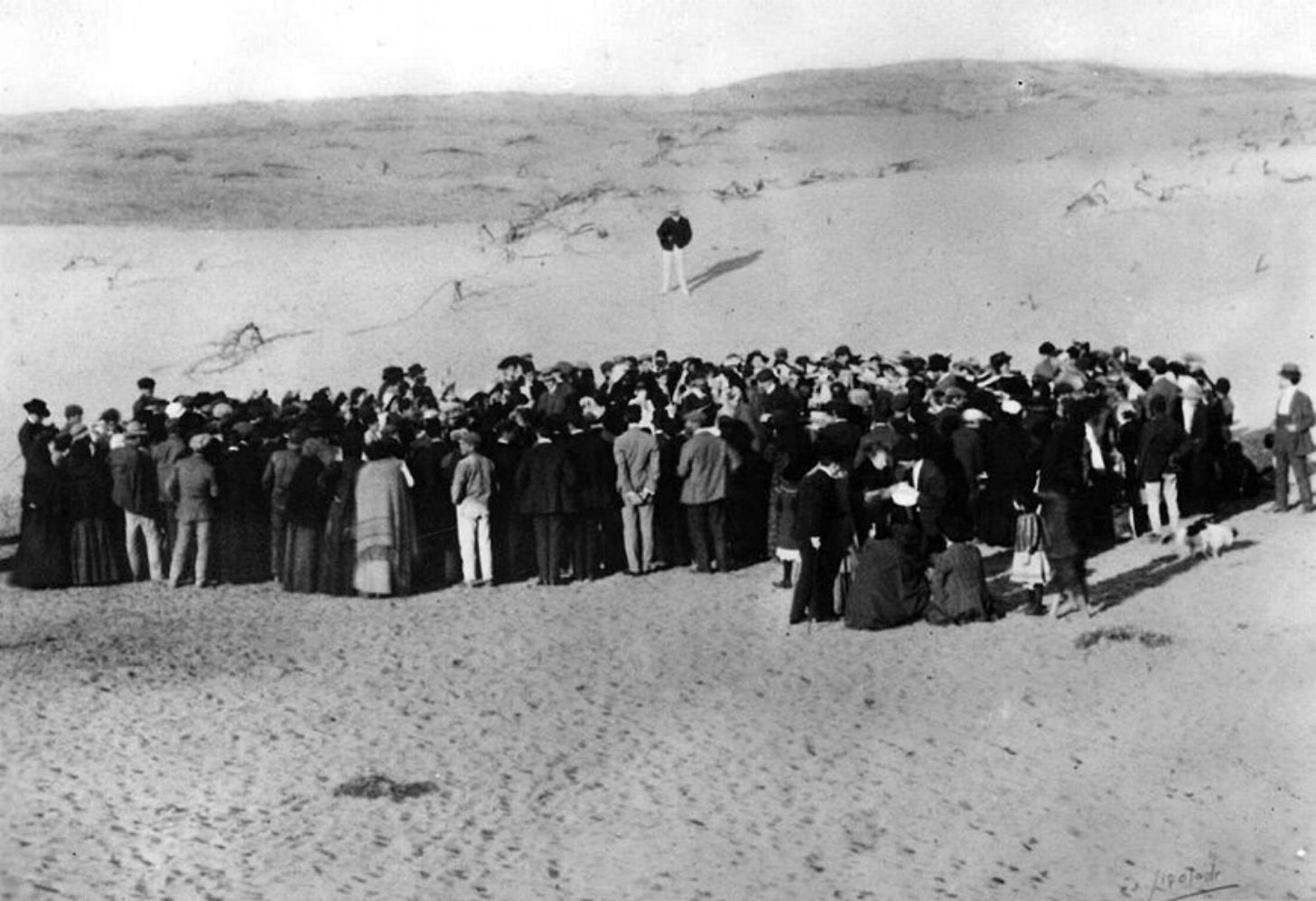
Fondarea Tel Avivului (1909).
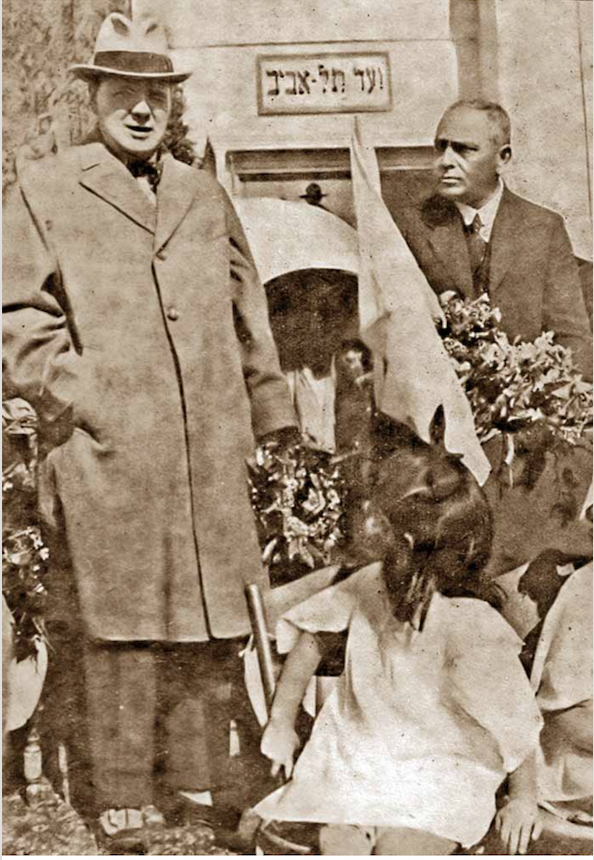
Winston Churchill (stânga) vizitând Tel Avivul și întâlnindu-se cu primarul Dizengoff (1921).
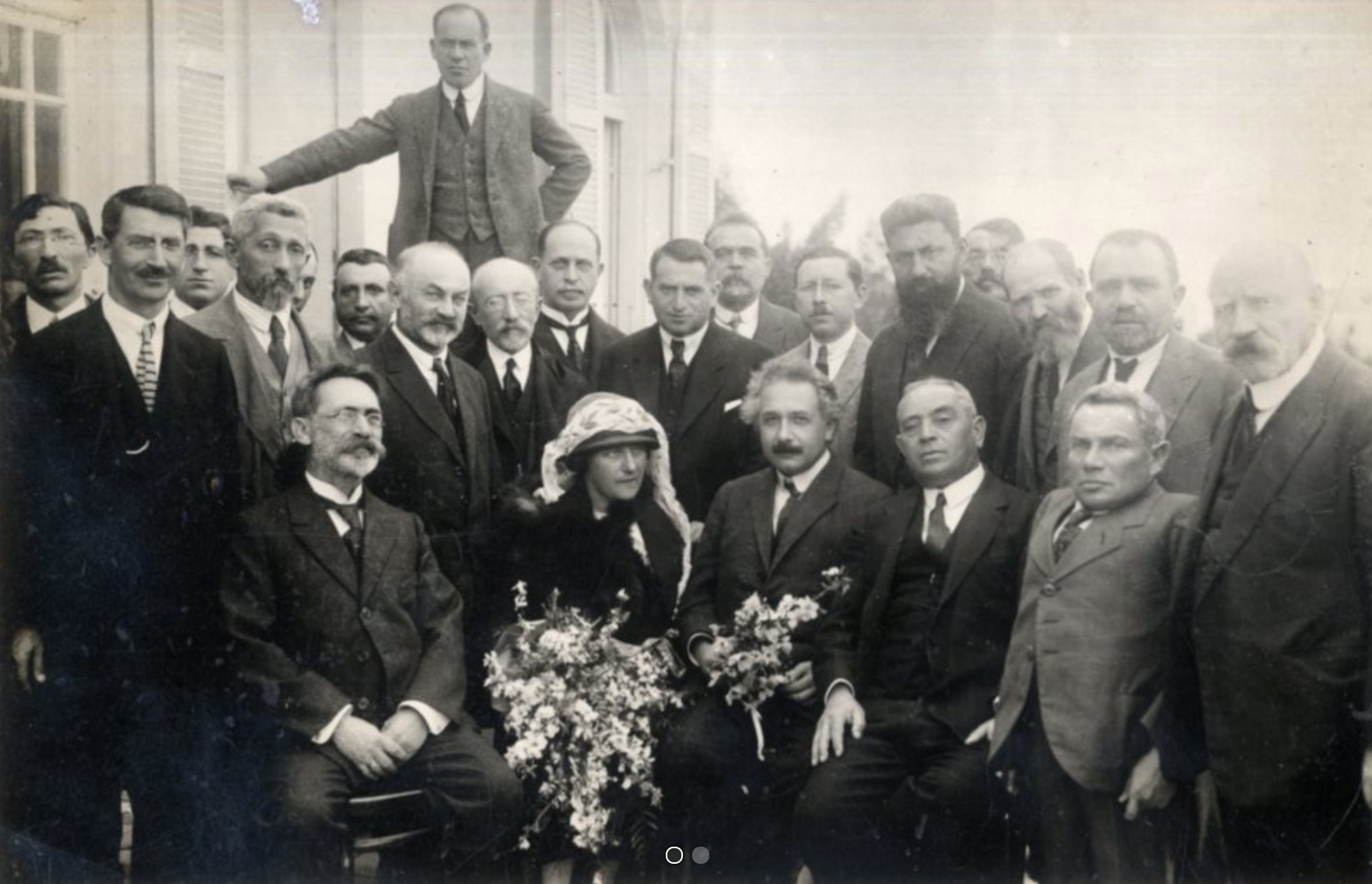
Albert Einstein vizitând Tel Avivul și întâlnindu-se cu orășenii (Meir Dizengoff în dreapta lui Einstein, 1925).
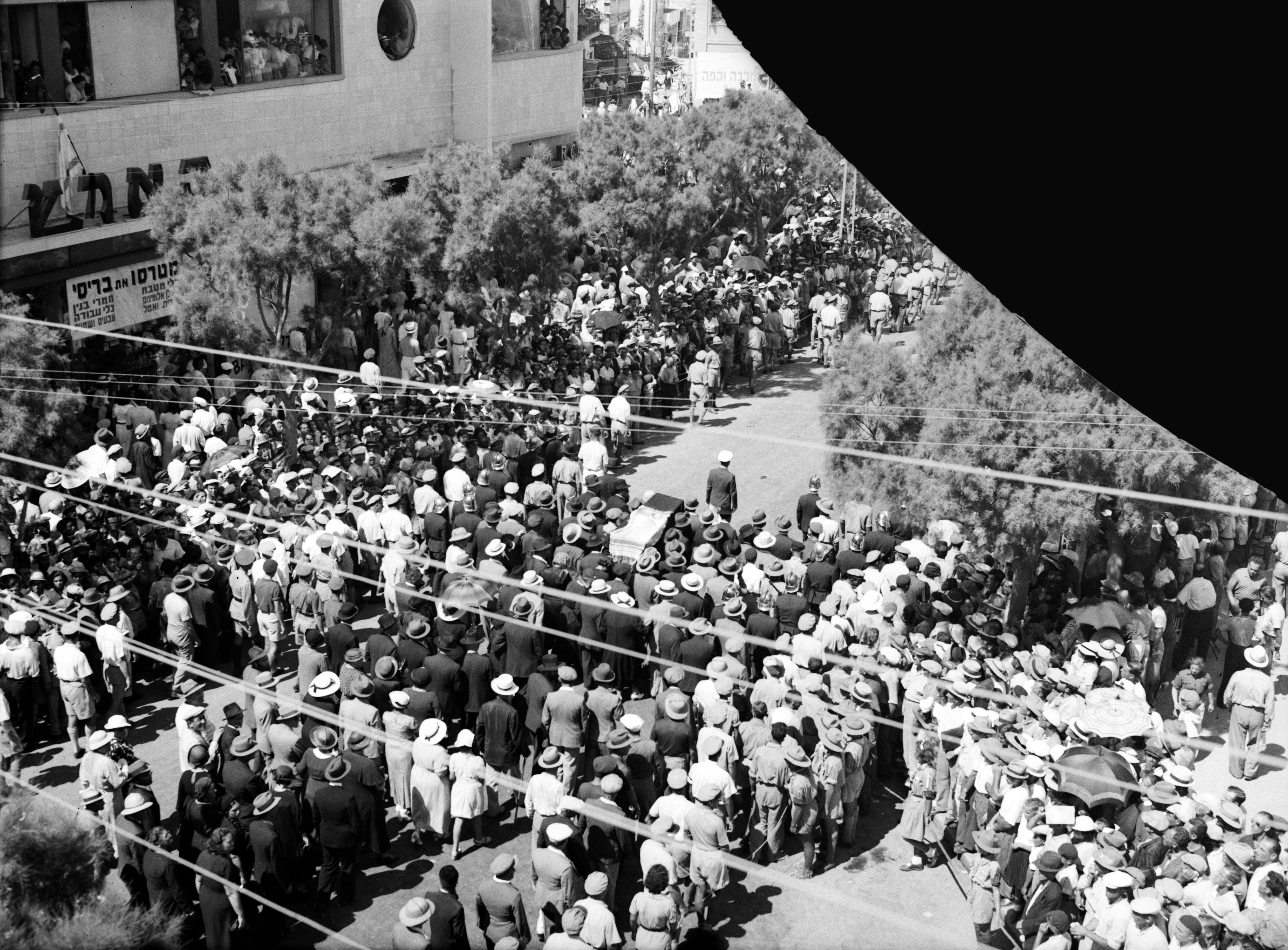
Funeraliile, 1936.
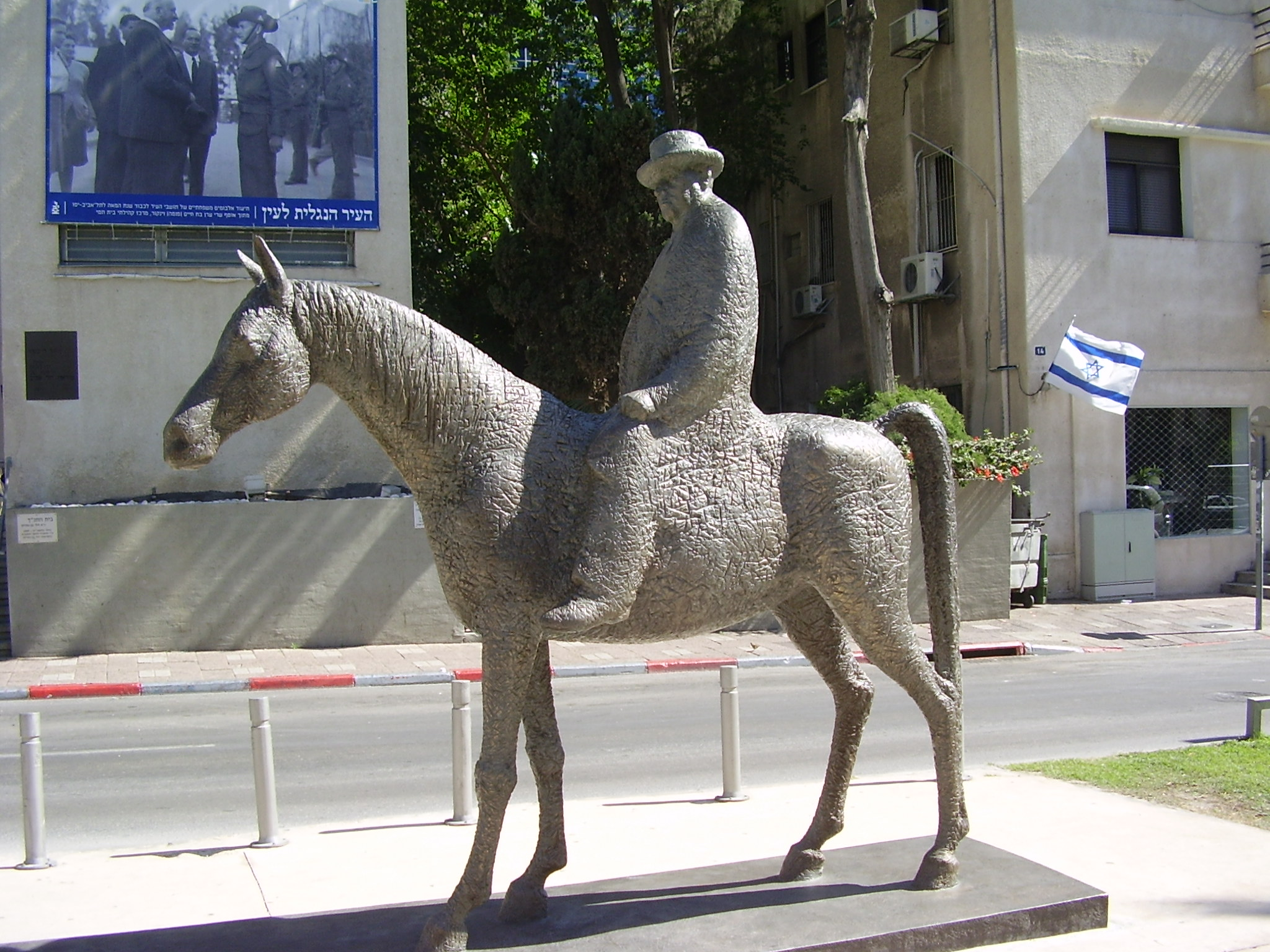
Statuia primarului Dizengoff pe un cal, Tel-Aviv.
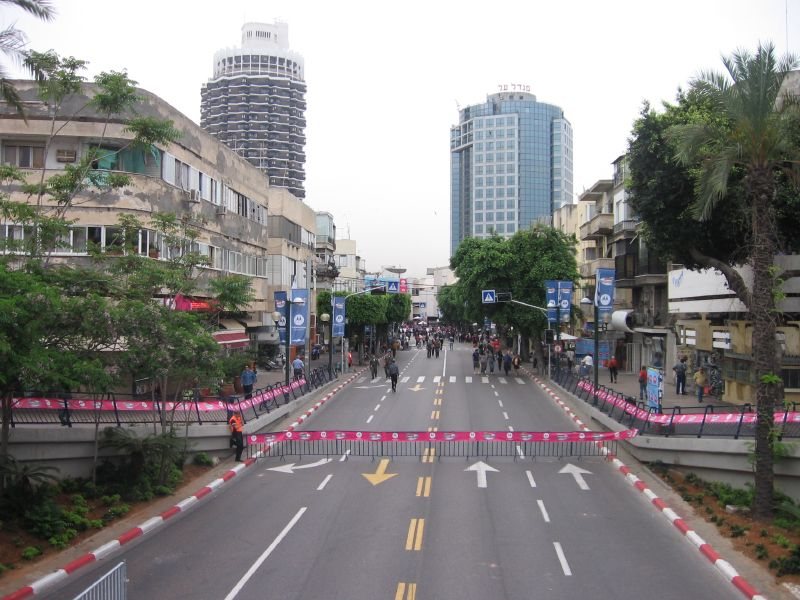
Strada din Tel Aviv care-i poartă numele.